# Oospila ehakernae
Oospila ehakernae es una especie de polilla de reciente descubrimiento, perteneciente a la familia Geometridae, descrita en 2018, con distribución en Costa Rica. El nombre de la especie debe a la naturista sueca Eha Kern, cuyo trabajo se enfocó en apoyo al Área de conservación Guanacaste.

## Descripción
Es una polilla pequeña, con una envergadura de 17 a 19 milímetros (0,7 a 0,7 plg). La frente y los palpos son marrón pálido, el filete interantenal blanco y el vértice con una banda marrón rojiza. Las antenas del macho son bipectinadas y de la hembra filiformes en toda su longitud. El tórax es verde, ocre verdoso en el centro. El dorso del abdomen es verde pálido en estado fresco, con crestas marrón oscuro. La tibia posterior del macho cuenta con dos espolones. Las manchas discales son pequeñas, oscuras, a veces ligeramente difusas, presentes en ambas alas.